# Az Európai Unió története

Az Európai Unió országai, a különböző színek a belépés idejét jelölik 1957-től 2013-ig

Ez az oldal az Európai Unió történetét mutatja be.

## Az 1945 előtti előzmények
A különálló nemzetekből álló Európa egyesítésére már a modern nemzetállamok megszületése előtt történtek kísérletek, és időről időre újra fölmerültek a Római Birodalom utáni kontinentális Európa történetében. A soknyelvű és kulturálisan is sokszínű Európa egyesítését egyesek a kisebb, gyenge nemzetek meghódításával, mások pedig dinasztikus kapcsolatok révén próbálták megvalósítani.
A frankok és a rómaiak birodalma egyaránt nagy területeket egyesített a kiterjedt államapparátus révén.
Amint az arabok meghódították a kereszténység ősi központját, Szíriát, és a 8. században elfoglalták Egyiptomot, fölmerült a kontinens vallás révén történő egyesítésének gondolata, ami azonban inkább vágyálom, semmint reális lehetőség maradt. A nagy egyházszakadás (skizma), a nyugati és keleti kereszténység kettéválása után lekerült a napirendről a vallási egység gondolata.
Konstantinápoly 1453-as eleste után megjelent az első komolyabb elképzelés Európa egyesítéséről: 1464-ben Podjebrád György, Csehország huszita királya javasolta a keresztény országok szövetségét a török ellen.
1569-ben az addigi Lengyel-Litván Perszonálunióból létrejött a lublini unió, a Két nemzet köztársasága, amely egy többnemzetiségű föderáció volt. A királyt a Wola melletti mezőn egybegyűlt nemesek választották meg. A rendszer Lengyelország felosztásáig állt fönn.
1728-ban Charles de Saint-Pierre apát 18 szuverén államból álló, határok nélküli unió létrehozását kezdeményezte, közös kincstárral, egységes gazdasággal.
Az 1776-os amerikai függetlenségi háború szellemisége életre hívta az Európai Egyesült Államok gondolatát. Az elképzelést La Fayette márki és Tadeusz Kościuszko is támogatta.
Az európai országok uniójának létrehozására Immanuel Kant is tett néhány javaslatot az 1795-ben megjelent, "örökkévaló békekongresszust" vizionáló kezdeményezésében.
A 19. század elején Napóleon vámuniója a kontinentális zárlat keretén belül a britek elleni embargó bevezetésével (1806) kelt életre. A rendszer demonstrálta egy Európa-méretű gazdasági rendszer működőképességét.
A francia Saint-Simon és Augustin Thierry 1814-es, De la réorganisation de la société européenne c. esszéje egy parlamentáris alapon működő európai föderáció lehetőségét vázolja föl.
A Napóleon 1815-ös végső vereségét követő konzervatív restauráció (bécsi kongresszus) idején jött létre a Német Szövetség (Deutscher Bund), a 38 német állam laza konföderációja. Napóleon korábban megszüntette a Német-Római Császárságot, és egyszerűbbé tette Németország térképét. A Szövetség független és egyenlő, szuverén államokból állt. 1834-ben jött létre a Német Vámunió (Zollverein) a konföderációra lépett országok között, hogy csökkentsék a belső versenyt és egyszerűbbé tegyék a kereskedelmet.
Az olasz író és politikus Giuseppe Mazzini hívott föl az európai országok föderációjának megalakítására, 1843-ban. Föltehetően ő készítette elő a terepet a pacifista Victor Hugo számára, aki 1847-ben javasolta a nemzetek békés egyesítését az együttműködés és egyenrangúság elve alapján. Nézeteit egy Mazzini által szervezett békekonferencián vázolta föl, de a hallgatóság kinevette. Ennek ellenére 1851-ben újból előrukkolt elképzelésével.
Az első világháborút követően néhány gondolkodó újra eljátszott a politikailag egységes Európa gondolatával. 1923-ban egy osztrák gróf, Richard Coudenhove-Kalergi megalapított a Páneurópa Mozgalmat, és 1926-ban, Bécsben megtartották a szervezet első kongresszusát (Első Páneurópai Kongresszus).
1929-ben Aristide Briand, Franciaország miniszterelnöke beszédet tartott a Népszövetség gyűlésén, és javasolta az európai nemzetek föderációjának megalakítását a szolidaritás, a gazdasági fejlődés, valamint a politikai és a társadalmi együttműködés jegyében.
Néhány kimagasló közgazdász, köztük John Maynard Keynes, támogatta az elképzelést. A Népszövetség kérelmére Briand 1930-ban előterjesztette az „Európai Föderális Unió rendszeréről szóló följegyzéseit”.
1931-ben megjelent Edouard Herriot francia politikus „Az Európai Egyesült Államok” c. könyve.
A Nagy Gazdasági Válság, a nácizmus térhódítása, majd a második világháború megakadályozta az európai országok közeledésére tett kísérletek kibontakozását.
1940-ben, miután a Német Birodalom katonai sikereket ért el a világháborúban, és már javában tervezték az ezer évig fönnálló birodalmat, német közgazdászok és nagyiparosok javaslatot tettek az Európai Konföderáció létrehozására. Egy "európai gazdasági közösség" mellett érveltek, vámunióval és rögzített belső árfolyamokkal. 1943-ban Joachim von Ribbentrop és Cecil von Renthe-Fink birodalmi miniszterek végül is javaslatot tettek a konföderáció létrehozására, berlini központi bankkal, regionális szabályrendszerekkel, munkaügyi politikával, valamint gazdasági és kereskedelmi egyezményekkel. A tagországok Németország, Franciaország, Olaszország, Dánia, Norvégia, Finnország, Szlovákia, Magyarország, Bulgária, Románia, Horvátország, Szerbia, Görögország és Spanyolország lettek volna. Egy erős, németek vezette Európa, reményeik szerint, egyensúlyként szolgált volna a kommunista Szovjetunióval, valamint a világkereskedelmet uraló Nagy-Britanniával szemben. Arthur Seyß-Inquart, Ausztria majd Hollandia német birodalmi biztosa azt mondta: „Az új Európában, mely a népei közti szolidaritás és együttműködés alapján fog állni, a határok megszűntével beköszönt a bőség kora”. A Vichy-i központú, náci kollaboráns Pétain-féle Franciaország minisztere, Jacques Benoist-Mechin véleménye azt volt, hogy „a franciáknak föl kell hagyniuk a nacionalizmussal, és becsülettel el kell foglalniuk helyüket az európai közösségben”. A korai ’40-es évek ezen pán-európai képzelgései sosem váltak valóra, mivel a németek elvesztették a háborút. Sem Hitlernek, sem olyan vezető politikusainak, mint Goebbelsnek nem voltak olyan tervei, hogy a németek egy európai konföderáció révén gyakoroljanak abszolút hatalmat a kontinensen. Noha az elképzelés sokak vádjai szerint a nácizmus árnyékát veti az egyesült európai gondolatra, maga a koncepció már jóval a nácik hatalomra kerülése előtt fölmerült, és olyan elmék, mint Keynes, majd Winston Churchill, vagy egyes náciellenes mozgalmak is előre vetítették.
Nagy-Britanniában a Federal Union néven ismertté vált csoport 1938 novemberében alakult meg, és hangot adtak azon elképzelésüknek, hogy a háború után jöjjön létre az európai föderáció.
1943-ban Jean Monnet, az algíri székhelyű szabad Franciaország kormánya Nemzeti Felszabadítási Bizottságának tagja kijelentette: „Európában nem lesz béke, ha az államokat a nemzeti szuverenitás alapján alkotják újra… Európa országai túl kicsik ahhoz, hogy garantálják népeiknek a szükséges mértékű gyarapodást és társadalmi fejlődést. Az európai államoknak egy föderációban kell egyesülnie.” Monnet-et ma az európai egység egyik atyjának tekintik.

## Az integrációs folyamat első reménysége: az Európa Tanács
A háború végeztével a későbbi Európai Unió létrehozására irányuló lendületet az újjáépítés iránti óhaj és egy következő háború megakadályozása táplálta. Ennek érdekében többen egy föderáció, vagy egy európai kormány létrehozását szorgalmazták. Churchill zürichi beszédében (1946. szeptember 19.) hitet tett az 
USA mintájára megalkotott Európai Egyesült Államok létrehozása mellett, noha ebben Nagy-Britanniának nem szánt szerepet. Részben e beszéd hatására az 1948-as hágai kongresszus döntése nyomán 1949-ben megalakult az Európa Tanács. Noha sokan többet vártak tőle, az ET – a britek közbenjárására – csupán kormányközi alapon működő, korlátozott hatáskörű szervezet lett.

## A három közösség

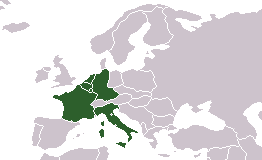
1952–1958 – A hat alapító tag

Az első lépés az EU megalakulása felé az Európai Szén- és Acélközösség („European Coal and Steel Community”, a Montánunió) megszületése volt. 1951-ben jött létre, alapító tagjai a Benelux-államok, Nyugat-Németország, Franciaország és Olaszország voltak. Azzal a céllal született, hogy a tagállamok megosszák egymás közt szén- és acéltartalékaikat, megelőzendő egy újabb háború kirobbanását. A francia köztisztviselő, Jean Monnet tervének beteljesülése volt az ESZAK létrejötte. Az ötletet Robert Schuman, Franciaország külügyminisztere karolta föl, aki 1950. május 9-én javasolta egy európai szervezet létrehozását, hangsúlyozva, hogy egy ilyen kezdeményezés elengedhetetlen a tartós béke érdekében. A Schuman-nyilatkozatként ismertté vált javaslatot tekintjük a mai Európai Uniót megalapozó első, konkrét lépésnek. Schuman tettének emlékére május 9. Európa Napja. A briteket is meghívták, de azok a nemzeti szuverenitásukra hivatkozva nem csatlakoztak, így hat állam vetette meg az EU alapjait. (Lásd: A Schuman-nyilatkozat szövege angolul, Videófelvétel a Schuman-nyilatkozatról).
A Montánuniót követően kísérlet történt a tagállamok részéről (a NATO hathatós támogatásával) egy Európai Védelmi Közösség („European Defence Community”, EDC), és egy Európai Politikai Közösség („European Political Community”, EPC) létrehozására. A politikai szövetségre tett javaslat az európai államok föderációját jelentette volna, a védelmi közösség keretén belül pedig önálló európai haderőt hoztak volna létre, közös irányítással, így Nyugat-Németország biztos felügyelet alatt újra fölfegyverkezhetett volna, és egyensúlyként szolgált volna a szovjet fenyegetéssel szemben.
Az elképzelés azonban nem volt hosszú életű, mivel a francia Nemzetgyűlés nem ratifikálta az EDC-szerződést, így elvetették az ötletet. Az EDC-szerződés kudarca után az EPC gondolata csendben lekerült a napirendről. A két intézmény koncepciója tovább élt a későbbiekben, ha fölhigítva is: elég, ha az Európai Politikai Együttműködésre (amit szintén EPC-nek hívnak), a Közös Kül- és Biztonságpolitika pillérére, amit a maastrichti szerződés hozott létre, valamint a jelenleg formálódó Európai Gyorsreagálású Erőkre gondolunk.
Az EDC és az EPC kudarca után a hat alapító tagállam kísérletet tett integrációjuk mélyítésére, és az 1957-es római szerződésekkel megalapították az Európai Gazdasági Közösséget („European Economic Community”, EEC), valamint az Európai Atomenergia Közösséget (Euratom). Az EGK javaslata abban állt, hogy a hat tagállam lépjen vámunióra. A szerződés alapja az ún. „négy alapvető szabadság”: a javak, a szolgáltatások, a tőke és a munkaerő szabad áramlása lett. Az Euratom a közös és békés atomenergia-politikák összeegyeztetésére alakult. Az 1958. január 1-jén életbe lépett EGK lett a három közösség (tehát a Montánunió, az EGK és az Euratom) közül a legjelentősebb. Később átnevezték Európai Közösséggé.
A mai EU két párhuzamos folyamat révén alakult ki. Először is a szerkezeti fejlődés és az intézményi változások révén szorosabb kapcsolat alakult ki az államok között, és több hatáskör került nemzetek fölötti szintre, amit az „Unió mélyítésének” hívunk. A másik folyamat az EK bővítése 6-ról 28 tagúra, amit az „Unió szélesítésének” neveznek.
1986 februárjában Luxemburgban aláírták az Egységes Európai Okmányt (SEA, Single European Act).
1993-ban érvénybe lép a maastrichti szerződés, létrejön az Európai Unió.
A koppenhágai kritériumok alapján döntik el, hogy egy ország alkalmas-e az EU-hoz való csatlakozásra. A feltételek szerint egy államnak demokratikusan megválasztott kormánnyal és működő piacgazdasággal kell rendelkeznie, tiszteletben kell tartania az emberi jogokat, és az EU-ban adódó kötelezettségeinek és céljainak eleget kell tennie. A tagság kritériumait az Európai Tanács 1993-as, koppenhágai ülésén határozták meg.

## Lisszaboni szerződés
2004. október 29-én az európai kormányfők aláírták az európai alkotmányt létrehozó szerződést, amit egyes tagállamok ratifikáltak is. Ez a folyamat azonban 2005. május 29-én megtorpant, amikor Franciaország a népszavazáson nemmel szavazott az alkotmányra, melynek eredményeként a miniszterelnök lemondott. Ezt az elutasítást három nappal később, június 1-jén Hollandia elutasító döntése követte. Ennek következtében az alkotmánytervezet ebben nem lépett életbe, de 4 fejezet eltávolítása után a szövegét (változtatások nélkül) lisszaboni szerződés néven a tagállamok mindegyike kötelező módon ratifikálta 2007-ben.

## Az EU bővítése

### 1973

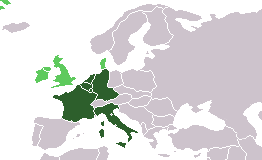
1973 – 9 tagállam. Az Egyesült Királyság, Dánia (Grönlanddal, de Feröer nélkül) és Írország csatlakozik. 1985-ben Grönland kilép a szövetségből.

1960 januárjában Nagy-Britannia és azok az OEEC-tagok, akik nem tartoztak az EGK-hoz, megalapították az Európai Szabadkereskedelmi Társulást (European Free Trade Association, EFTA). A britek hamarosan rádöbbentek, hogy az EGK sikeresebb szervezet, mint az általuk kezdeményezett EFTA, így EGK-tagságért folyamodtak. A Nagy-Britanniával való kereskedelemtől igencsak függő Írország és Dánia úgy döntöttek, hogy követik a briteket az EGK-ba. Norvégia is ekkor jelentkezett a tagságért.
Először a konzervatív Harold Macmillan kormánya folyamodott EGK-tagságért, 1961 augusztusában. MacMillan sokkal inkább támogatta a csatlakozás ötletét, mint elődei. Novemberben kezdődtek meg a tárgyalások, és 1962 júliusában előzetes megállapodás is született. Charles de Gaulle, az akkori francia elnök azonban megvétózta a brit csatlakozást 1963 januárjában, erre ugyanis bármelyik EGK-tagnak joga volt. De Gaulle hivatalos indoklása az volt, hogy Nagy-Britannia akkoriban még nem volt eléggé Európa-centrikus gondolkodású ahhoz, hogy elszakadjon a Brit Nemzetközösségtől, és hogy alávesse magát a közös agrárpolitikának.
A többi ok között említhető még a szoros brit-amerikai kapcsolat (különösen a védelem tekintetében, amit a Nassaui Egyezmény is példáz). De Gaulle attól is félt, hogy a brit csatlakozás után újabb államok is belépnének az EGK-ba, megnehezítve a további államközi együttműködést. De Gaulle elutasította az "atlanti" Európa gondolatát. Ténykedésének köszönhetően mind a négy csatlakozni kívánó állammal megszakadtak a tárgyalások.
A második brit csatlakozási kérelem a brit Munkáspárt kormányzása, és Harold Wilson miniszterelnöksége idején történt. Wilson 1966 áprilisában kijelentette, hogy az Egyesült Királyság készen áll az EGK-tagságra, amennyiben a legfontosabb brit érdekek nem szenvednek csorbát. 1967 májusában a tárgyalások újrakezdődtek a négy országgal. De Gaulle azonban ismét élt vétójogával, így 1967 szeptemberében dugába dőlt a kezdeményezés. De Gaulle hivatalos indoklása az volt, hogy a brit gazdaság nem elég fejlett, de igazság szerint attól rettegett, hogy a Nagy-Britannia az USA „trójai falova” lenne a közösségben. A folyamat tehát újra megszakadt, és úgy tűnt, amíg de Gaulle áll Franciaország élén, nincs esély a brit csatlakozásra.
A harmadik és egyben utolsó brit csatlakozási kérelemre de Gaulle 1969-es lemondása után, Georges Pompidou francia elnök beiktatása után került sor. 1969 októberében az Európai Bizottság javaslatot tett a négy országgal folytatandó csatlakozási tárgyalásokra. Novemberben az Európai Közösségek külügyminisztereinek találkozóján a francia Maurice Schumann kijelentette, hogy Franciaország hozzájárul a brit tagsághoz, ha először megegyeznek a mezőgazdasági támogatásokkal kapcsolatos kérdésekről. 1970 júniusában kezdődtek meg a tárgyalások. Ekkor a konzervatív Edward Heath volt Nagy-Britannia miniszterelnöke, az egyik leginkább európa-párti brit politikus. Az Egyesült Királyság elfogadta az EK feltételeit: el kellett fogadnia az EK-t létrehozó, a három európai közösséget (az EGK-t, az Euratomot és a Montánuniót) összefogó, 1967. január 1-jén életbe lépett szerződést; valamint minden olyan döntést, ami a legutolsó brit csatlakozási kérelem óta megszületett. A briteknek össze kellett egyeztetniük a Brit Nemzetközösséget az EK támasztotta követelményekkel és szabályrendszerekkel. Végül 1973. január 1-jén Nagy-Britannia az EK tagja lett.
Írország 1961 júliusában, Dánia 1961 augusztusában, Norvégia 1962 áprilisában jelentkeztek EGK-tagságra. 1972-ben a három csatlakozni kívánó országban népszavazást tartottak. Ezek eredménye a következő volt:
- Írországban a lakosság 83,1%-a támogatta a tagságot. (Május 10.)
- Norvégiában csak a népesség 46,5%-a volt az EK-tagság mellett. (Szeptember 25.)
- A dánok 63,3%-a támogatta az ország EK-tagságát. (Október 2.)

A norvégok így nem csatlakoztak az EK-hoz. Ez 20 évvel később is megismétlődött, amikor az ország Ausztriával, Svédországgal és Finnországgal együtt csatlakozott volna az Unióhoz.

### A '80-as és '90-es évek
1975 júniusában Görögország jelezte csatlakozási szándékát, és 1981. január 1-jén meg is történt az ország fölvétele (Konsztantinosz Karamanlisz elnöksége alatt).
1985-ben a Dániához tartozó, önkormányzatisággal rendelkező Grönland kilépett a közösségből. Ezt a lépést népszavazás is megerősítette.
Portugália 1977 márciusában jelentkezett tagságra, Spanyolország pedig 1977 júliusában. 1986. január 1-jén mindkét ország csatlakozott a közösséghez. Többen fontosnak érezték az Ibériai-félsziget csatlakozását, hiszen a terület történelmileg is igen fontos szerepet töltött be Európában. A két ország föladta történelmi versengését, és a csatlakozás után szinte azonnal könnyítettek a határellenőrzésen.
1995-ben három újabb ország csatlakozott az EU-hoz: Ausztria, Svédország és Finnország.

### Keleti bővítés (2004–2013)
2004-től elkezdtek csatlakozni az Unióhoz a volt szocialista országok. 2004. május 1-jén Ciprus, Csehország, Észtország, Lengyelország, Lettország, Litvánia, Magyarország, Málta, Szlovénia és Szlovákia csatlakozott az Európai Unióhoz. 2007. január 1-jén csatlakozott két újabb ország: Bulgária és Románia. Ezzel immár közel 500 milliósra növekedett az uniós állampolgárok száma. 2013. július 1-jén csatlakozott Horvátország. Azóta nem bővült az Unió.

### A Brexit
Az Egyesült Királyságban 2016-ban egy nem ügydöntő népszavazás során többségbe kerültek a voksok az országnak az Európai Unióból való kilépéséről. A kilépési határidőt többször meghosszabbították. Az Egyesült Királyság tagsági viszonya végül 2020. január 31-én szűnt meg, miután 2020. január végén létrejött a kilépésről szóló megállapodás az Európai Unióval. (A megállapodást egy átmeneti időszak követte 2020. december 31-ig.)